# Camila Alonso Aradas
Camila Alonso Aradas (* 31. März 1994 in Neuquén, Argentinien) ist eine spanische Triathletin.

## Werdegang
Camila Alonso Aradas wurde in Argentinien geboren und lebt heute in Spanien.
2013 wurde sie Dritte bei der Duathlon-Staatsmeisterschaft der Juniorinnen.
Im Februar 2016 wurde sie iberoamerikanische Meisterin Triathlon und 2017 konnte sie diesen Titel wiederholen und erfolgreich verteidigen. 2017 belegte die 23-Jährige bei der U23-Europameisterschaft Triathlon im August den zehnten Rang und wurde Vierte mit dem spanischen Team.
Im September 2019 wurde sie Dritte bei der Triathlon-Staatsmeisterschaft.

## Sportliche Erfolge
| Datum/Jahr    | Rang | Wettbewerb                                       | Austragungsort | Zeit     | Bemerkung |
| ------------- | ---- | ------------------------------------------------ | -------------- | -------- | --- |
| 28. Sep. 2019 | 3    | ESP Triathlon National Championships             | A Coruña       | 02:02:40 | hinter Tamara Gómez Garrido |
| 23. Aug. 2020 | 9    | ESP Sprint Triathlon National Championships      | Pontevedra     | 01:02:50 | |
| 15. Apr. 2018 | 1    | ETU Triathlon European Cup                       | Melilla        | 01:55:47 | |
| 12. Nov. 2017 | 2    | Sprint Triathlon Premium American Cup            | Santo Domingo  | 01:03:23 | hinter der Brasilianerin Beatriz Neres                                                                                         |
| 15. Sep. 2017 | 26   | ITU Triathlon World Championship U23             | Rotterdam      | 02:13:00 | U23-Weltmeisterschaft |
| 5. Aug. 2017  | 10   | ETU Triathlon European Championship U23          | Velence        | 01:04:38 | U23-Europameisterschaft Triathlon                                                                                              |
| 26. März 2017 | 5    | ETU Triathlon European Cup                       | Gran Canaria   | 02:04:28 | hinter der Britin Jessica Learmonth                                                                                            |
| 18. März 2017 | 1    | Iberoamerican and South American Championship    | Montevideo     | 01:02:30 | Sprint Triathlon American Cup                                                                                                  |
| 5. Nov. 2016  | 1    | ATU Triathlon African Cup                        | Agadir         | 02:10:54 | |
| 3. Sep. 2016  | 6    | ESP Triathlon National Championships             | Banyoles       | 02:03:47 | |
| 18. Juni 2016 | 35   | ETU Triathlon European Championship U23          | Burgas         | 01:11:34 | |
| 14. Feb. 2016 | 1    | Iberoamerican and South American Championship    | Havanna        | 01:01:40 | Sprint Triathlon American Cup                                                                                                  |
| 18. Sep. 2015 | 19   | ITU Triathlon World Championship U23             | Chicago        | 01:07:15 | U23-Weltmeisterschaft auf der olympischen Kurzdistanz (1,5 km Schwimmen, 40 km Radfahren und 10 km Laufen) hinter Audrey Merle |
| 7. Sep. 2013  | 10   | ESP Triathlon National Championships             | Los Narejos    | 02:12:47 | Triathlon-Staatsmeisterschaft hinter Ainhoa Murúa                                                                              |
| 24. Juni 2011 | 32   | ETU Triathlon European Championship Junior Women | Pontevedra     | 01:09:23 | Triathlon-Europameisterschaft Juniorinnen                                                                                      |

| Datum/Jahr    | Rang | Wettbewerb                                             | Austragungsort | Zeit     | Bemerkung |
| ------------- | ---- | ------------------------------------------------------ | -------------- | -------- | --------- |
| 30. Apr. 2011 | 6    | ETU Cross Triathlon European Championship Junior Women | El Anillo      | 01:21:00 |           |

| Datum/Jahr    | Rang | Wettbewerb                                      | Austragungsort | Zeit     | Bemerkung                                |
| ------------- | ---- | ----------------------------------------------- | -------------- | -------- | ---------------------------------------- |
| 27. Apr. 2013 | 3    | ESP Duathlon National Championship Junior Women | Pontevedra     | 01:11:29 | Duathlon-Staatsmeisterschaft Juniorinnen |

(DNF – Did Not Finish)